# Christen Købke
Christen Schjellerup Købke (Kopenhagen, 26 mei 1810 — aldaar, 7 februari 1848) was een Deens schilder. Hij geldt als een van de belangrijkste exponenten van de Deense Gouden Eeuw

## Leven en werk
Købke was een zoon van Peter Berendt Købke en Cecilie Margrete. Hij groeide op in het fort Kastellet, waar zijn vader bakker was. Als jongen van elf jaar kreeg hij reuma. Hij schetste veel in die tijd en besloot later kunstenaar te worden. Hij studeerde aan de Koninklijke Deense Kunstacademie. Hij had er tekenlessen bij C. A. Lorentzen en studeerde na diens overlijden onder Christoffer Wilhelm Eckersberg. In 1831 en 1833 won hij een zilveren medaille van de Academie. Een bekend werk van hem is het schilderij dat hij in 1835 maakte van Slot Frederiksborg.
In 1838 ging Købke met een beurs van de Academie naar Italië. Hij reisde door het land en schilderde veel in de open lucht. In 1840 ging hij terug naar Denemarken. Købkes werk miste al snel de nodige inspiratie. In 1844-1845 hielp hij mee bij de aankleding van het Thorvaldsens Museum en Købke overwoog decoratieschilder te worden. In 1846 deed hij een poging om lid te worden van de Academie, maar zijn werk werd afgewezen. Hij overleed twee jaar later aan een longontsteking.

## Schilderijen

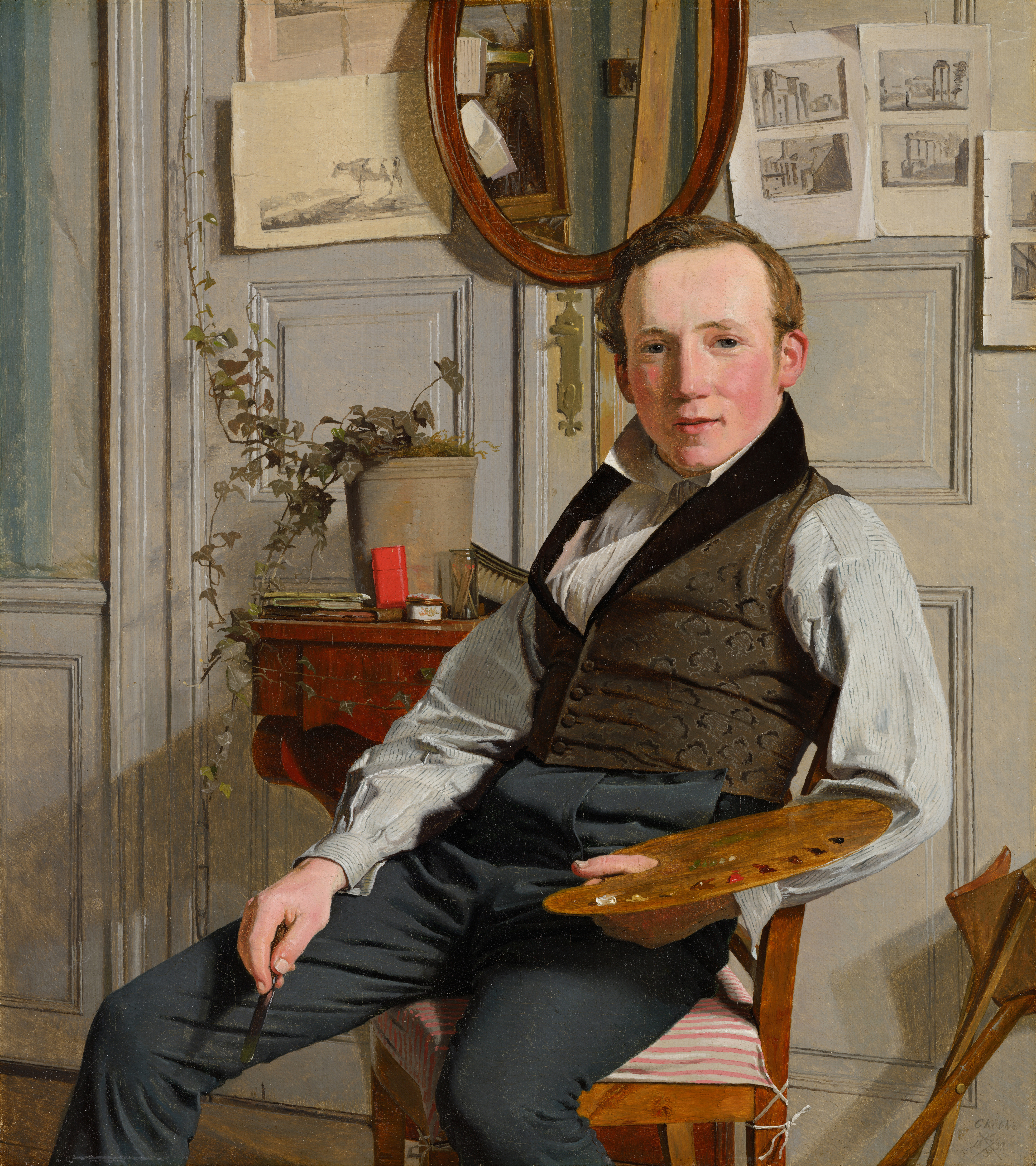
Portret van de landschapsschilder Frederik Sødring
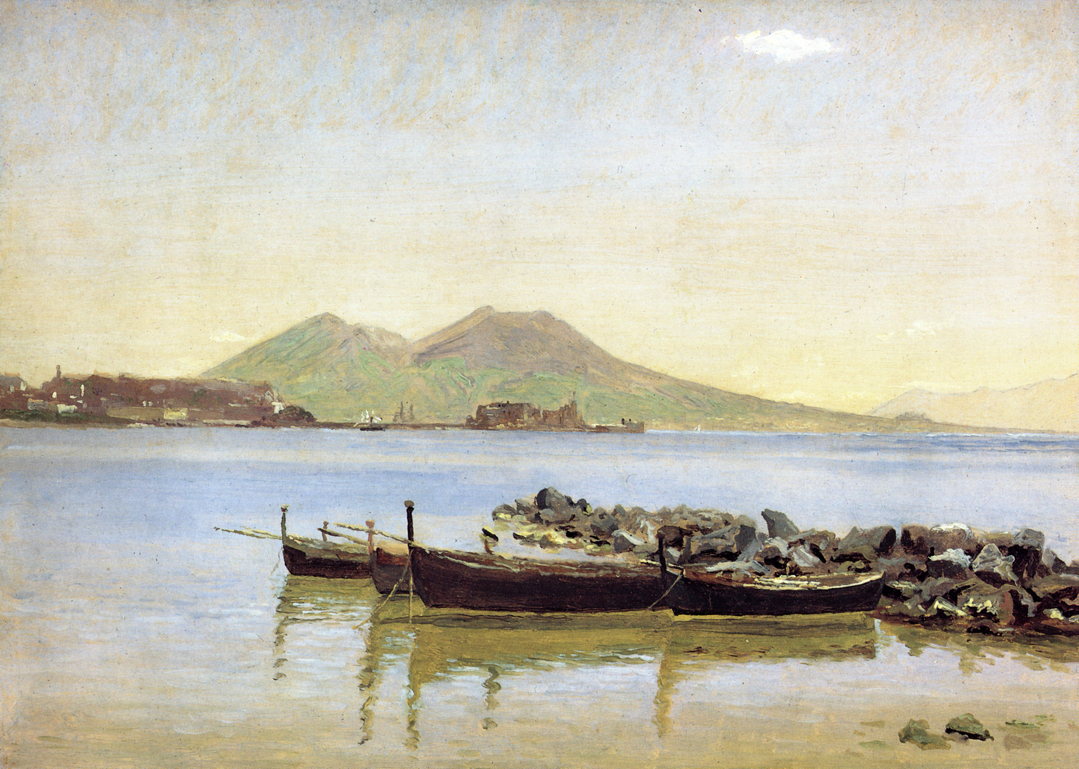
De baai van Napels
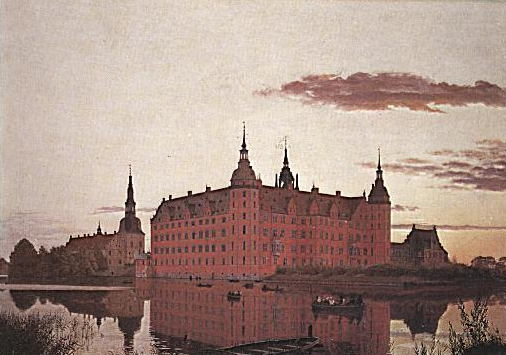
Slot Frederiksborg
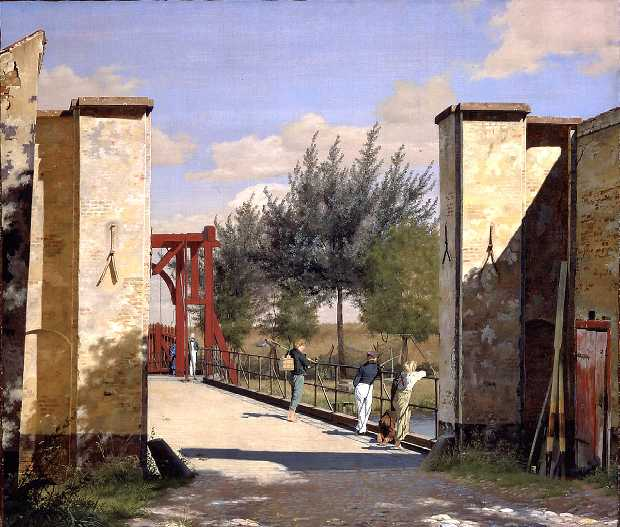
De noorderpoort van de citadel
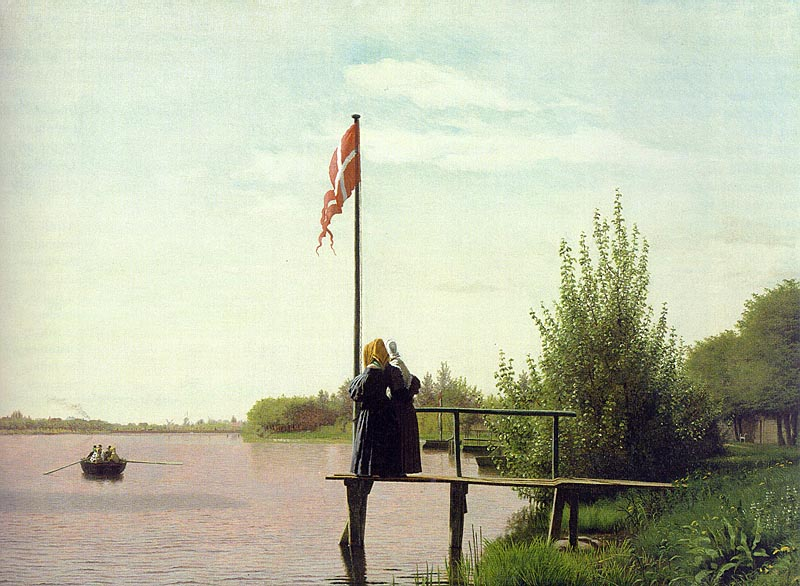
Uitzicht vanaf Dosseringen
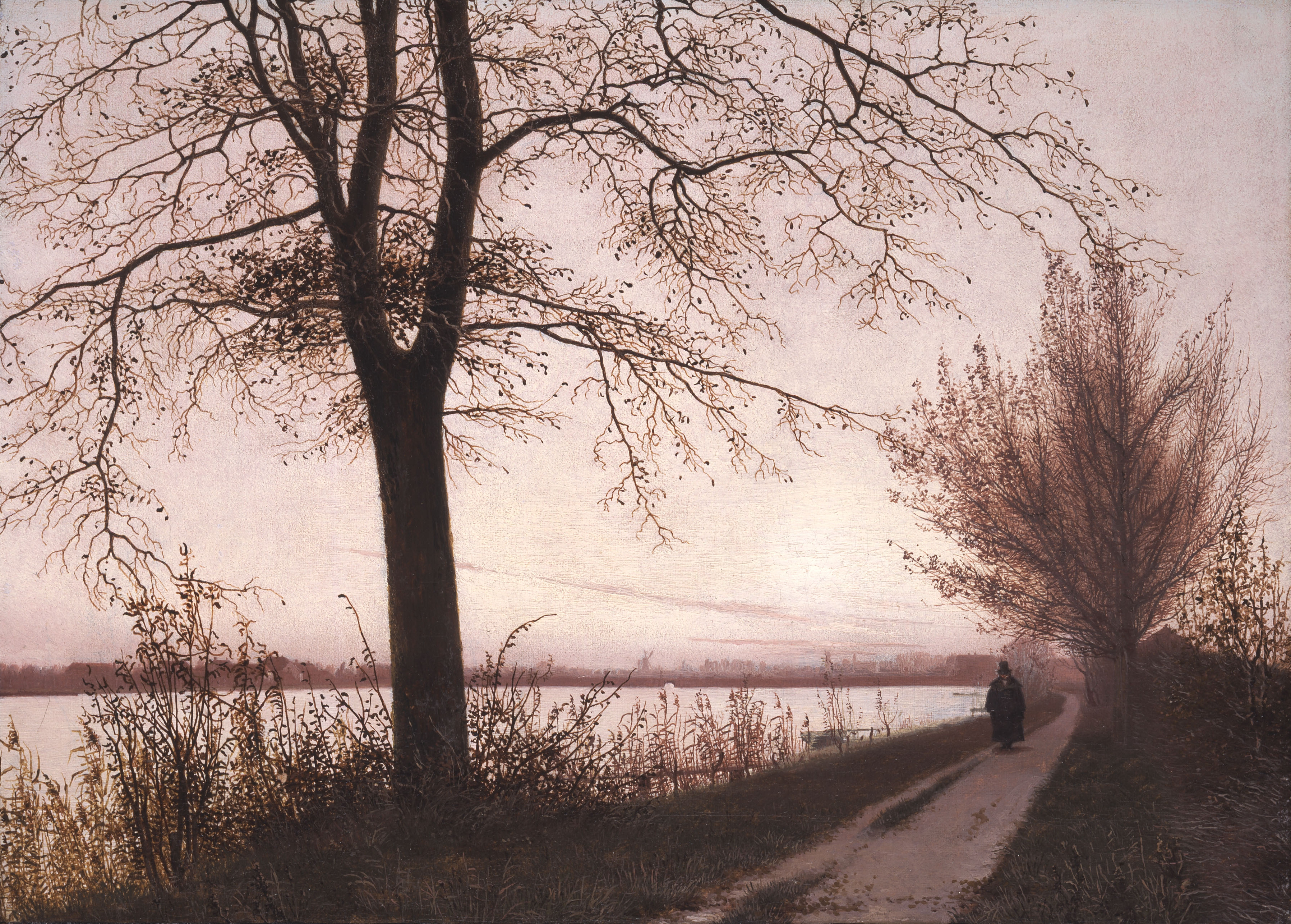
Herfstmorgen bij het Sortedamse Meer